# Cleveland Watkiss

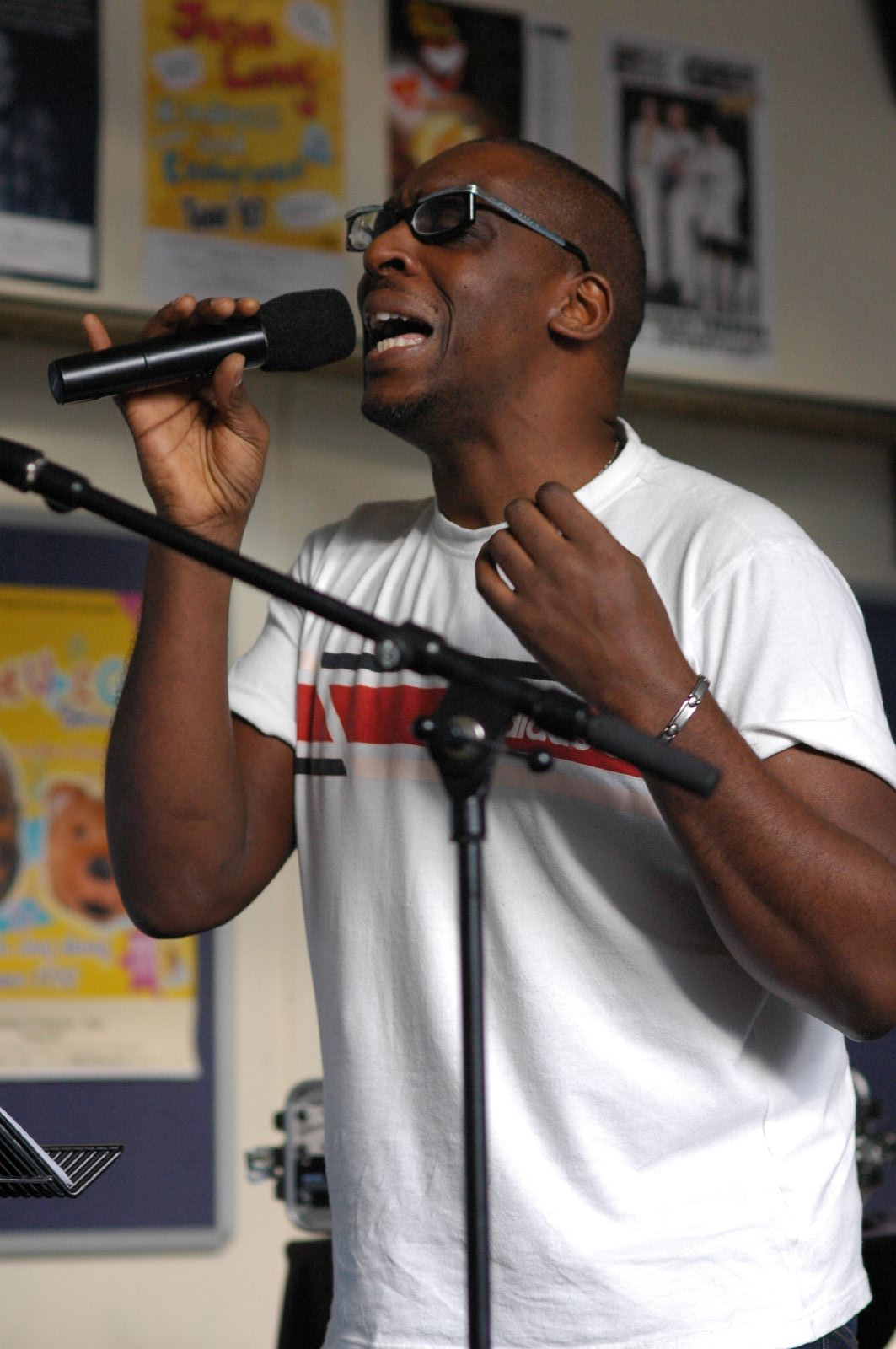
Cleveland Watkiss

Cleveland Watkiss MBE (* 21. Oktober 1959 in London; bürgerlich Cleveland Alexander Watkis) ist ein britischer Jazzsänger, Schauspieler und Komponist.

## Leben und Wirken
Watkiss studierte Gesang an der London School of Singing und an der Guildhall School of Music and Drama. Er begann seine Karriere in Funk- und Reggaebands und nahm mit Working Week auf (Fire in the Mountains). Dann holten ihn Courtney Pine (Journey to the Urge Within) und Simon Purcell in ihre Combos, bevor er einer der Mitbegründer der Jazz Warriors und an deren Debütalbum Out of Many People (1987) beteiligt war. Seine beiden ersten Alben unter eigenem Namen für die Polydor erschienen zu Beginn der 1990er Jahre.
Watkiss spielte und sang in den Jazzopern Bridgetower und Shadowball von Julian Joseph und Mike Phillips die männliche Hauptrolle. Mit seinem Soloprogramm VocalSuite und seinem neuen Quartett trat er international auf. Watkiss hat mit den unterschiedlichsten Künstlern zusammengearbeitet wie Wynton Marsalis, Phil Minton/Veryan Weston (Songs from a Prison Diary), Carlinhos Brown, Robbie Williams, Joe Cocker, Bobby McFerrin, The Who, Maxi Priest, Soul II Soul, Goldie, Kenny Wheeler, Sugar Minott, Björk, U.F.O., Denys Baptiste, Heidi Vogel oder Pete Townshend.
2022 veröffentlichte Watkiss das Album The Great Jamaican Songbook Vol. 1, auf dem er Reggae-Klassiker von Gregory Isaacs, Dennis Brown, Delroy Wilson, Burning Spear, Junior Byles u. a. neu interpretiert.

## Preise und Auszeichnungen
Sowohl in The Wire als auch im Guardian wurde Watkiss dreimal hintereinander als bester Jazzsänger ausgezeichnet. 2010 gewann er die London Jazz Awards als bester Sänger; auch der Evening Standard zeichnete ihn im selben Jahr als besten britischen Jazzsänger aus.

## Diskographische Hinweise
- Green Chimneys (Verve 1989, mit Paul Edmonds, Courtney Pine, Jean Toussaint, Steve Williamson, Jason Rebello, Simon Purcell, Becki Musuleku, Paul Hunt, Simon Woolf, Clifford Jarvis, Brian Abrahams, Martin France)
- Blessing in Disguise (Polydor 1991, mit Branford Marsalis, Courtney Pine, Keith Waithe, Julian Joseph, Tony Remy, Gary Crosby, Talvin Singh, Claudia Fontaine)
- Project 23 (1996)
- Victory's Happy Songbook (2001)
- Nikki Yeoh & Cleveland Watkiss Mutual Serenade (2003)
- VocalSuite (2010)
- The Great Jamaican Songbook, Vol. 1 (Cdubya Music 2022)